# میلدرد دانوک
میلدرد دانوک (انگلیسی: Mildred Dunnock; ۲۵ ژانویهٔ ۱۹۰۱ – ۵ ژوئیهٔ ۱۹۹۱) یک هنرپیشه اهل ایالات متحده آمریکا بود. وی بین سال‌های ۱۹۴۷ تا ۱۹۸۷ میلادی فعالیت می‌کرد.

## گزیده فیلمشناسی
از فیلم‌ها یا برنامه‌های تلویزیونی که وی در آن نقش داشته‌است می‌توان به آثار زیر اشاره کرد.
- بوسه مرگ (فیلم ۱۹۴۷) (۱۹۴۷)
- مرگ فروشنده (فیلم ۱۹۵۱) (۱۹۵۱)
- زنده‌باد زاپاتا! (۱۹۵۲)
- خواننده جاز (فیلم ۱۹۵۲) (۱۹۵۲)
- دردسر هری (۱۹۵۵)
- بیبی دال (۱۹۵۶)
- پیتون پلیس (فیلم) (۱۹۵۷)
- داستان راهبه (فیلم) (۱۹۵۹)
- باترفیلد ۸ (۱۹۶۰)
- پرنده شیرین جوانی (فیلم) (۱۹۶۲)
- اسب کهر را بنگر (۱۹۶۴)
- ۷ زن (۱۹۶۶)
- پلکان مارپیچ (۱۹۷۵)
- یک عشق تابستانی (۱۹۷۶)